# 劉豫屏
劉豫屏 （1965年—），中華民國海軍陸戰隊少將退役，臺灣臺東人，畢業於國立臺東大學附設國小、臺東縣新生國中、中正預校高中部第五期（72年班）、陸軍官校56期（1987年班；76年班），曾任參謀本部訓練次長室聯合作戰訓練處長、海軍司令部少將副參謀長、海軍陸戰隊少將副指揮官，海軍陸戰隊指揮部少將參謀長、海軍陸戰隊陸戰九九旅少將旅長、海軍陸戰隊上校副參謀長、海軍陸戰隊指揮部後勤處上校處長、海軍陸戰隊補保上校大隊長。

## 紀錄
2015年5月，時任海軍陸戰隊陸戰九九旅旅長劉豫屏參加美國海軍陸戰隊主辦的夏威夷首屆「太平洋司令部兩棲領導人研討會」（Pacific Command Amphibious Leaders Symposium，簡稱PALS），亦觀摩了美軍兩棲登陸軍事演習。2016年6月，中華民國與美國斷交38年後，劉豫屏再次領軍一個連級兵力編制的地面部隊，前往美國進行協同演習。